# Тетрод

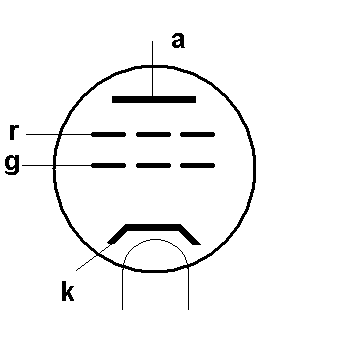
Схематична діаграма тетрода

Тетро́д — електровакуумна лампа, що має чотири електроди: катод, керувальну сітку, екранувальну сітку та анод.
Екранувальна сітка розміщується між анодом і керувальною сіткою і виконується у вигляді густої спіралі, що оточує керувальну сітку.
Матеріалом для виготовлення сітки є нікель, молібден, їх сплави, а також тантал та вольфрам.
У тріоді між катодом та сіткою утворюється об'ємний заряд, який знижує підсилення, особливо на низьких напругах анода. Екранувальна сітка нейтралізує об'ємний заряд та підвищує підсилення лампи. На екранувальну сітку подається постійна позитивна відносно катода напруга, яка складає певну частину від анодної напруги залежно від призначення тетрода.
У електронній апарутурі тетроди в основному застосовуються як потужні генераторні лампи.